# Saumane-de-Vaucluse
Saumane-de-Vaucluse è un comune francese di 848 abitanti situato nel dipartimento della Vaucluse della regione della Provenza-Alpi-Costa Azzurra.

## Società

### Evoluzione demografica
Abitanti censiti